# 21985 Шейна
21985 Шейна (21985 Šejna) — астероїд головного поясу, відкритий 2 грудня 1999 року.
Тіссеранів параметр щодо Юпітера — 3,210.